# Hippeastrum ferreyrae
Hippeastrum ferreyrae är en amaryllisväxtart som först beskrevs av Hamilton Paul Traub, och fick sitt nu gällande namn av Roy Emile Gereau och Lois Brako. Hippeastrum ferreyrae ingår i släktet amaryllisar, och familjen amaryllisväxter. Inga underarter finns listade i Catalogue of Life.